# Спринчан, Владимир Иванович
Владимир Иванович Спринчан (род. 31 августа 1957) — российский дипломат. Чрезвычайный и полномочный посол (2023).

## Биография
Окончил Московский государственный институт международных отношений (МГИМО) МИД СССР (1985). Владеет румынским, испанским и английским языками. На дипломатической работе с 1985 года.
В 2007—2011 годах — старший советник, советник-посланник Посольства России в Казахстане.
В 2013—2017 годах — заместитель директора Третьего департамента стран СНГ МИД России.
С 26 июля 2017 по 10 декабря 2020 года — чрезвычайный и полномочный посол Российской Федерации в Боливии.
С 10 февраля 2021 года — чрезвычайный и полномочный посол Российской Федерации в Эквадоре.

## Дипломатический ранг
- Чрезвычайный и полномочный посланник 2 класса (21 мая 2010)[4].
- Чрезвычайный и полномочный посланник 1 класса (10 февраля 2018)[5].
- Чрезвычайный и полномочный посол (2 октября 2023)[6].

## Награды
- Орден Дружбы (18 мая 2021) — за большой вклад в реализации внешнеполитического курса Российской Федерации и многолетнюю добросовестную дипломатическую службу[7].
- Медаль ордена «За заслуги перед Отечеством» II степени (8 июля 2011) — за большой вклад в реализацию внешнеполитического курса Российской Федерации и многолетнюю добросовестную работу[8].
- Национальный орден Симона Боливара (Боливия, 2020)[9].